# Hemidactylus modestus
Hemidactylus modestus är en ödleart som beskrevs av  Günther 1894. Hemidactylus modestus ingår i släktet Hemidactylus och familjen geckoödlor. Inga underarter finns listade i Catalogue of Life.